# L'Emploi par le Net
L'Emploi par le Net était une émission quotidienne de télévision française, d'une durée de 3 minutes, diffusée du 14 octobre 2002 au 18 décembre 2015 sur France 5 et présentée en voix off par Safia Allag, également rédactrice en chef de l'émission, et plus tard en alternance avec Thomas Baudeau.

## L'émission
L'émission donne toutes les informations nécessaires et des liens pratiques pour trouver un emploi grâce à internet.